# Yeri Mua
 (mai 2025).
Yeri Cruz Varela (née à Veracruz le 17 décembre 2001), connue sous le pseudonyme de Yeri Mua, est une influenceuse, chanteuse et entrepreneuse mexicaine. En 2018, elle se fait connaître par ses lives de maquillage et d'esthétique sur Instagram et Facebook. En 2023, elle se lance dans une carrière de chanteuse de reggaeton, en se faisant remarquer par des singles comme Chupón et Línea del perreo.

## Biographie
Cruz Varela naît le 17 décembre 2001 à Veracruz, au Mexique, et a un frère nommé Joshua. Ses parents se prénomment Silvio et Yahel, respectivement connus sous les pseudonymes Papá Bratz et .Mamá Bratz, qui ont eux aussi une activité de streaming sur Facebook
Yeri Mua a fait ses premiers pas sur les réseaux sociaux lorsqu'elle a ouvert un compte Instagram à seize ans.

## Carrière
Elle démarre son incursion dans le monde du streaming sur Facebook, où elle partage initialement sa routine maquillage et des tutos beauté. Par la suite, elle développe sa présence sur les réseaux en postant sur Tik Tok, où elle se filme en train de danser et partage des vidéo GRWM (Get Ready With Me).
En 2022, l'influenceuse participe  au  Carnaval de Veracruz (es) avec son petit ami de l'époque Brian Villegas. Le couple a été élu Roi et Reine du Carnaval, avec plus de deux million de voix,. Cette même année, elle a de plus été la présentatrice du Pink Carpet du  #Prix MTV Miaw 2022. Rôle qu'elle assurera par la suite en 2023 en présentant La  venganza de los ex VIP sur MTV.
En mai 2023, elle lance sa propre ligne de cosmétique en partenariat avec Beauty Creations, devenant ainsi la première influenceuse mexicaine à collaborer avec la marque. Ses produits ont été disponibles à la vente chez des enseignes ayant pignon sur rue comme Sephora, ce qui donna de l'élan à sa carrière entrepreunariale dans l'industrie de la beauté,.
En août 2023, elle début sa carrière musicale avec la sortie de son premier single, « Chupón, qui atteint plus de 95 millions de vues sur Youtube,. La même année année, elle enchaîne avec la sortie de «Con to'»,,. En novembre 2023, elle se produit pour la première fois sur scène au festival Flow Fest, sponsorisé par l'entreprise Coca-Cola, devant un public de plus de 30 000 spectateurs, évènement qui la propulsa comme la première influenceuse et chanteuse mexicaine à participer au Flow Fest.,
En juin 2024, Yeri Mua signe un contrat avec la maison de disques Sony Music México pour l'enregistrement de son premier album. Plus tard, elle participe à la version mexicaine de l'émission de divertissement The Mask Singer , ¿Quién es la máscara? (es), sous le masque de Tutupotama, où elle a fini demi-finaliste.